# Grădiștea (okręg Braiła)
Grădiștea – wieś w Rumunii, w okręgu Braiła, w gminie Grădiștea. W 2011 roku liczyła 1308 mieszkańców.